# Морозов Леонід Архипович
Леонід Архипович Морозов (нар. 27 листопада 1947) — радянський російський футболіст, захисник.

## Життєпис
Виступав за команди «Уралмаш», ЦСКА, «Металіст» (Харків), «Локомотив» (Вінниця), «Пахтакор» й «Андижанець». У складі ЦСКА провів 8 матчів у вищій лізі чемпіонату СРСР. Володар призу «Найкращі дебютанти сезону» в 1965 році, бронзовий призер чемпіонату СРСР 1965 року. У складі збірної СРСР U-16 — переможець юніорського турніру УЄФА 1966, був капітаном збірної на турнірі.

## Титули і досягнення
- Чемпіон Європи (U-18): 1966